# Železniška proga Bohinjska Bistrica - Zlatorog
Železniška proga Bohinjska Bistrica - Zlatorog je bila 15,7 km dolga ozkotirna železniška proga, ki je potekala od Bohinjske Bistrice do Zlatoroga.
Železnico so zgradili pripadniki Avstro-ogrskih oboroženih sil z namenom oskrbovanja soške fronte. Sprva so vagone vlekli konji, nato pa so železnico leta 1917 elektrificirali. Na dan so lahko po železnici transportirali do 200 ton tovora. Po vojni je še nekaj časa obstajala kot turistična železnica, nato pa so jo razstavili in odpeljali.